# Astri Aasen
Astri Aasen, née le 3 septembre 1875 à Trondheim en Norvège et morte le 10 octobre 1935 dans la même ville, est une peintre norvégienne. Elle passe la plus grande partie de sa vie dans sa ville natale de Trondheim et, au début du XXe siècle, apprend à peindre avec Harriet Backer à Oslo. Elle réalise une série de portraits des participants à la première Assemblée samie de 1917 (en). Plusieurs de ces portraits sont retrouvés en 1995 et acquis par le Sámediggi (parlement sami).

## Biographie

### Jeunesse et formation
Astri Aasen naît le 3 septembre 1875 à Trondheim d'Anna Christine Næss et de Nils Aasen,,. Son père est bijoutier et sa mère meurt en 1877 de la tuberculose quand Astri a deux ans. Après la mort de sa mère, son père épouse la sœur de Næss et ils s'occupent de quatre frères et sœurs dont Kristine "Kenne". Deux de ses sœurs meurent alors qu'elle a environ 17 ans.
Aasen commence à dessiner dès son plus jeune âge, des carnets de croquis de sa jeunesse sont conservés à Trondheim mais elle suit d'abord une formation de photographe.

### Carrière
Jeune adulte, Aasen devient retoucheuse dans la ville d'Ålesund et commence à apprendre à peindre à Bergen à l'âge de 25 ans (vers 1900). Pendant une courte période vers 1903, puis entre 1907 et 1909, elle est formée par la peintre Harriet Backer à Oslo (alors nommée Kristiania),. Selon l'écrivain Glenny Alfsen, son travail artistique consiste en un « naturalisme simple » : elle crée des portraits sans interprétation extérieure. Après la mort de ses parents, elle passe la majeure partie de sa vie dans la ville norvégienne de Trondheim, où elle expose au moins une fois et vit avec sa sœur,. Elle expose dans de nombreuses villes au cours de sa vie - dont Paris, Capri, Florence et Naples - mais revient régulièrement à Trondheim. Entre 1900 et 1912, elle reçoit également l'enseignement des artistes Asor Hansen (no) à Bergen en 1900, Viggo Johansen à Copenhague en 1905-1906, Christian Krohg et Halfdan Strøm (en) entre 1909 et 1910 et Léon Bonnat à Paris vers 1912.
Ses études avec Léon Bonnat à Paris lui permettent de mieux maîtriser la composition de ses tableaux. Elle devient avant tout une portraitiste accomplie, capable de caractériser avec assurance son modèle sans chercher à en approfondir l'interprétation psychologique. Elle peint également des paysages, des paysages urbains et des intérieurs, mais elle n'est pas une coloriste prononcée et obtient ses meilleurs résultats en tant que dessinatrice et artiste graphique. C'est surtout en tant que portraitiste et graveuse qu'elle allie ses compétences techniques à sa sensibilité et à sa perspicacité artistiques.
Outre un certain nombre de motifs historico-culturels de Trondheim, elle réalise des portraits saisissants de peintres tels que Harriet Backer (eau-forte), des dessins au fusain de Søren Onsager, Henrik Sørensen, Henrik Lund et Einar Sandberg, et peint l'écrivain Oskar Braaten, Lars Lunnan (1909), Fredrikke Schmedling et l'historien de la ville Henrik Mathiesen, ainsi que des portraits de son père Nils Aasen et du pianiste Johannes Sandberg.

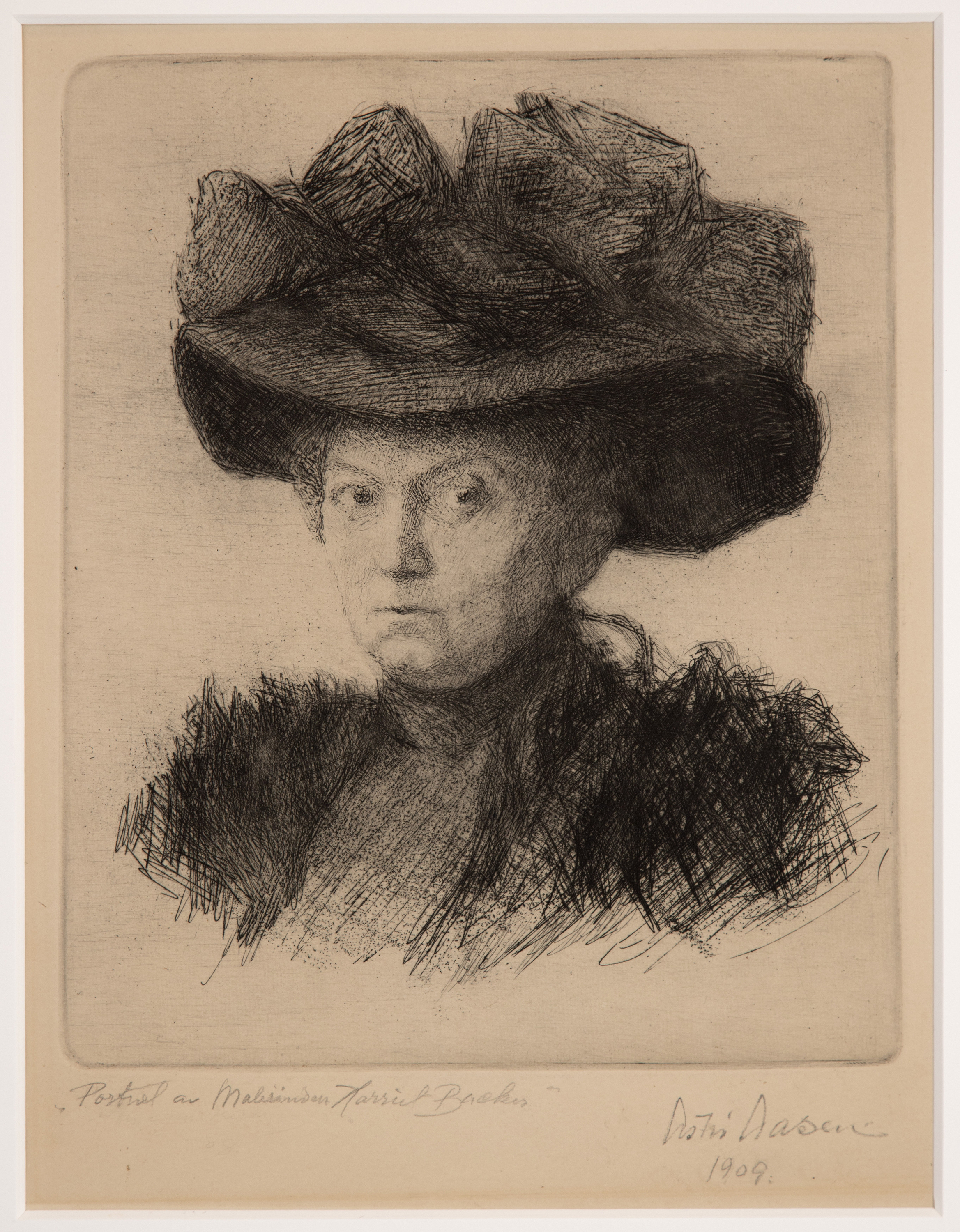
Harriet Backer-1909
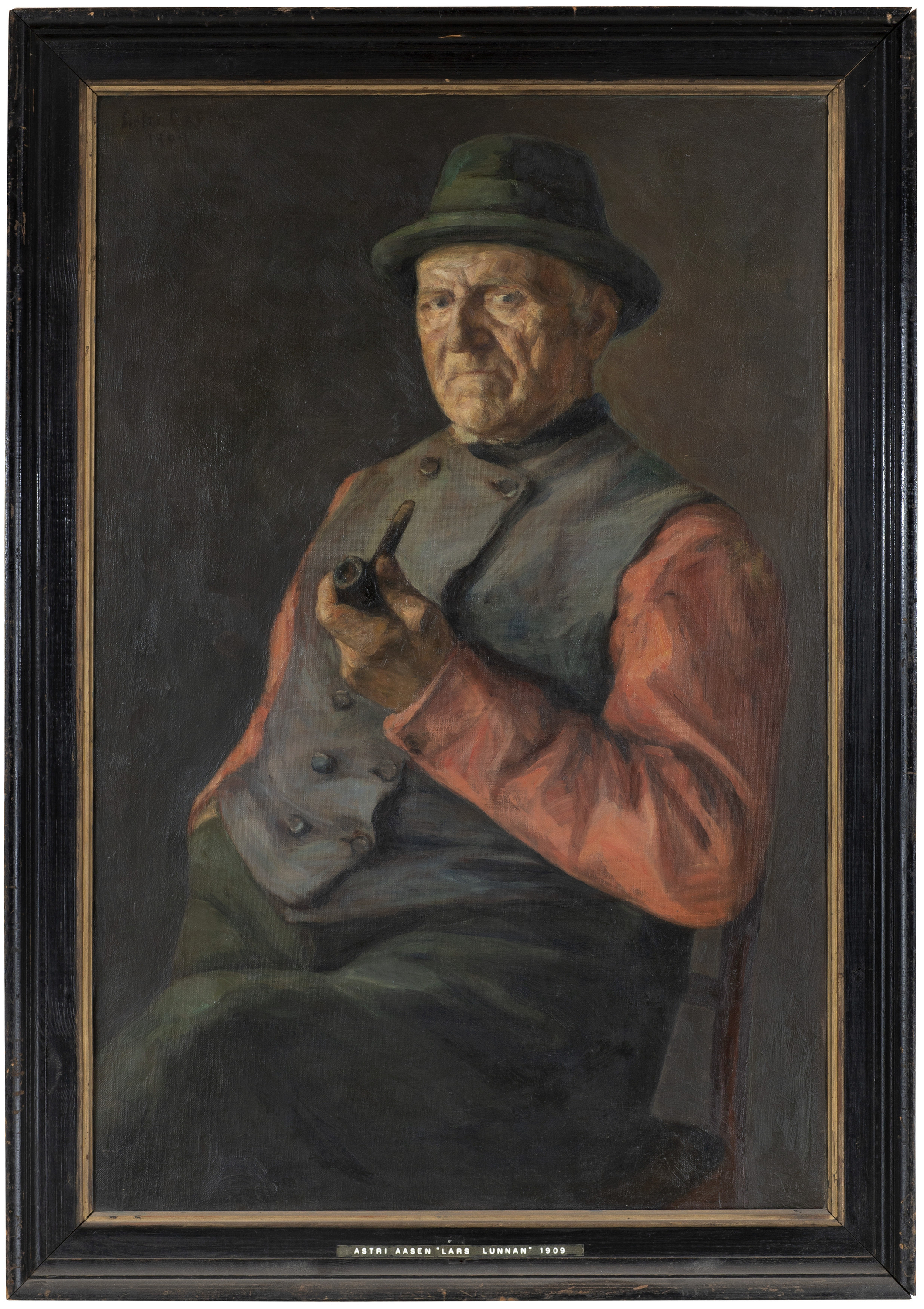
Lars Lunnan-1909
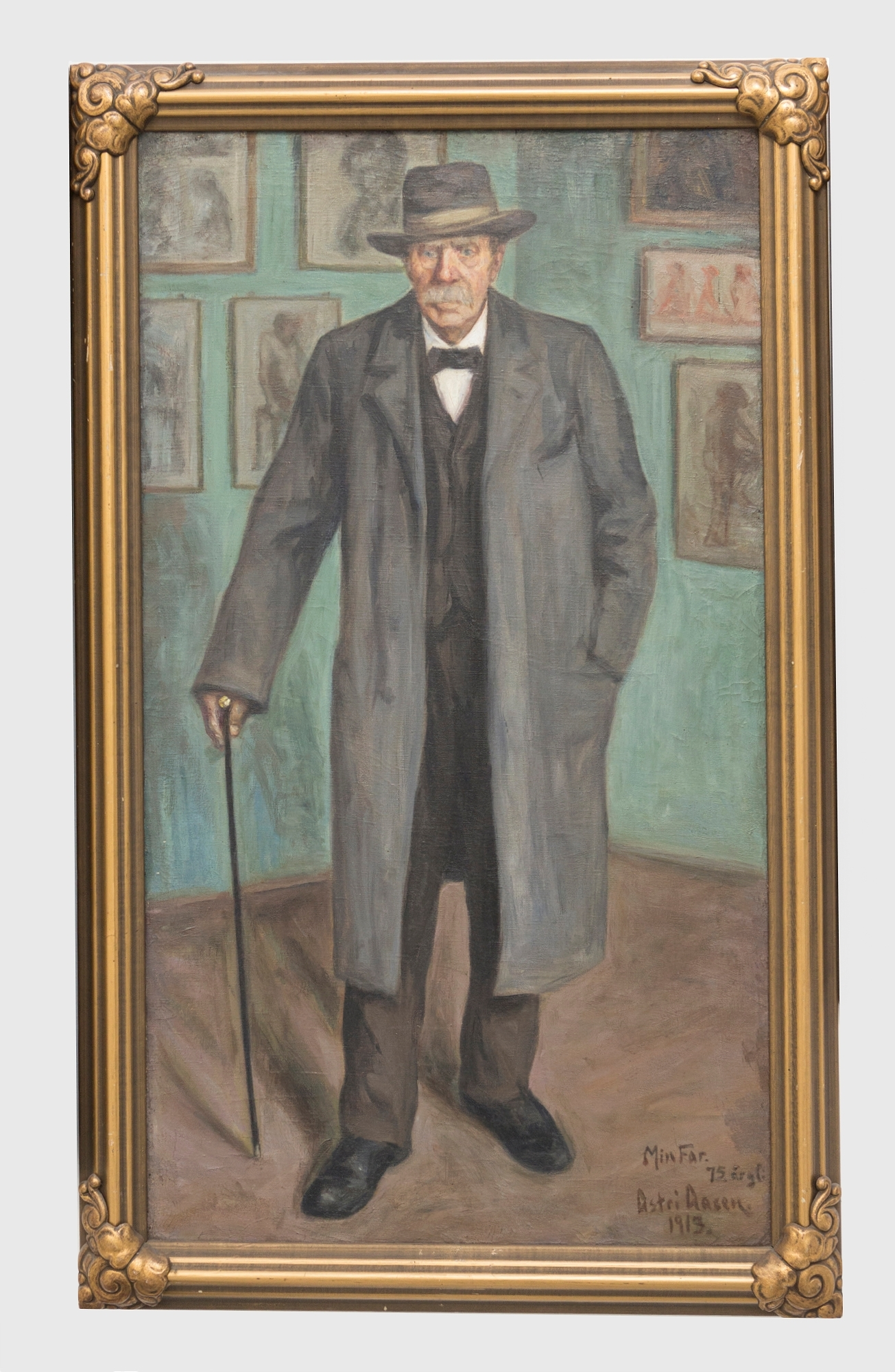
Mon père-1913
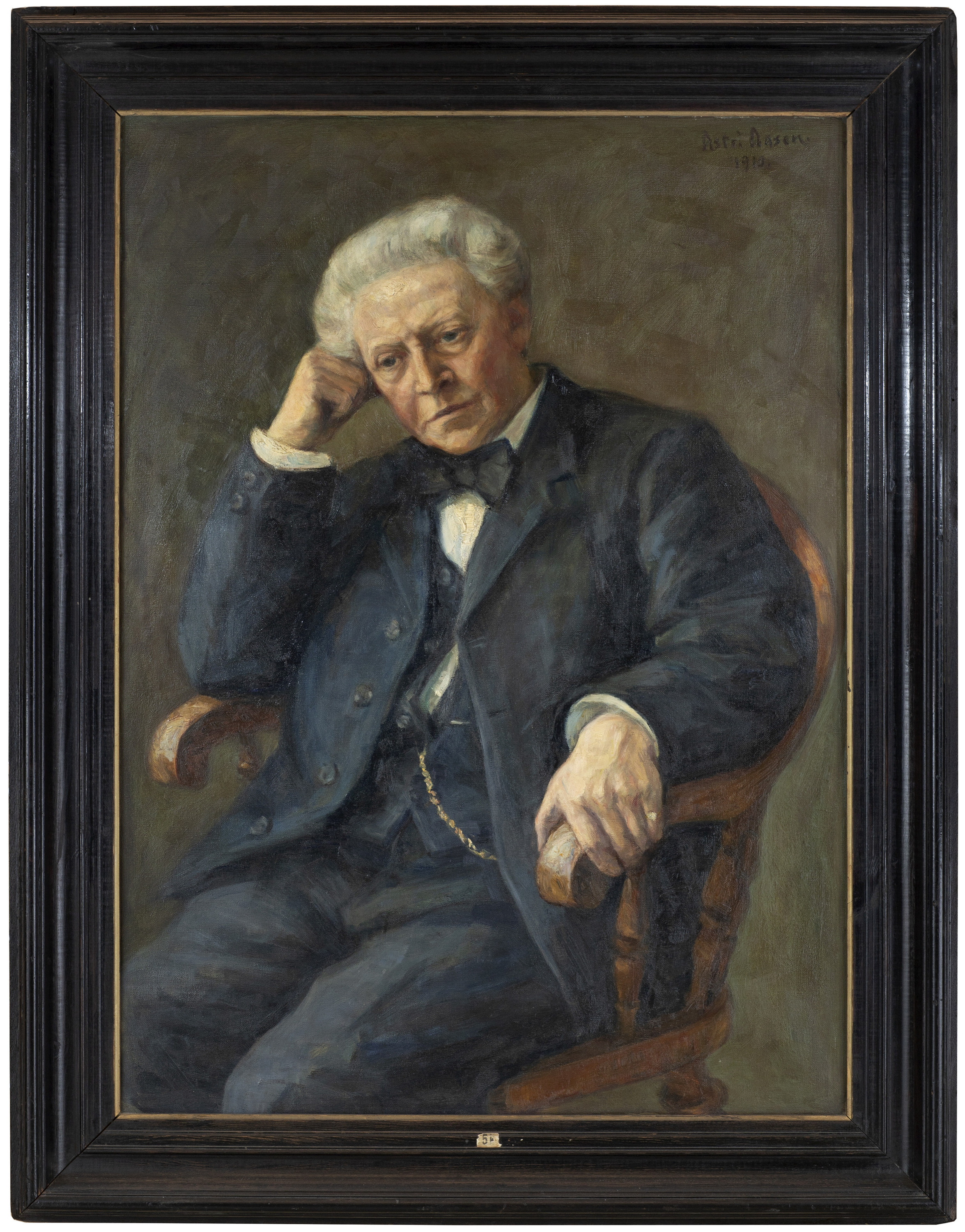
Pianiste Johannes Sandberg-1910
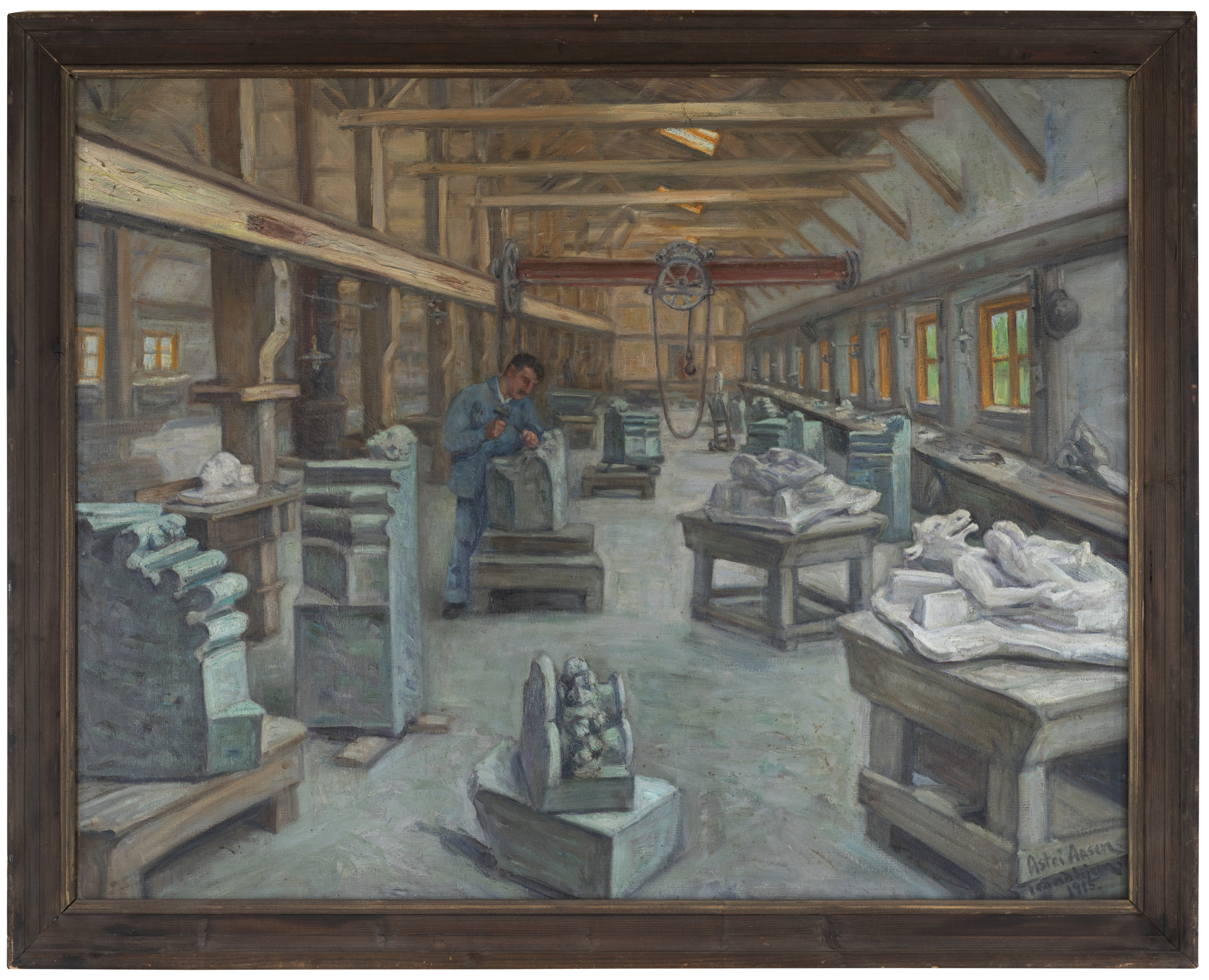
Le nouvel atelier de taille de pierre de la cathédrale de Trondheim-1915
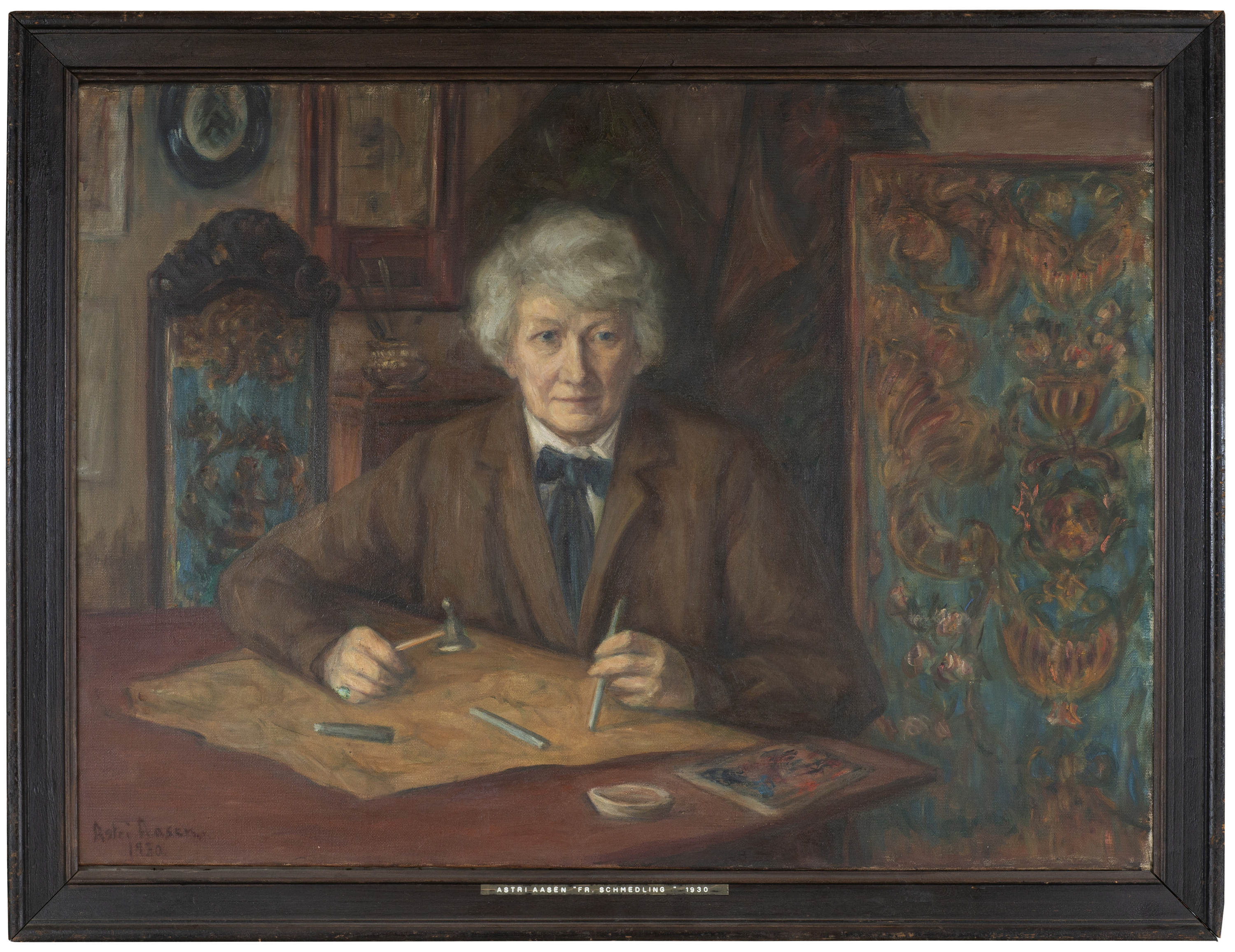
Portrait de Fredrikke Schmedling-1930
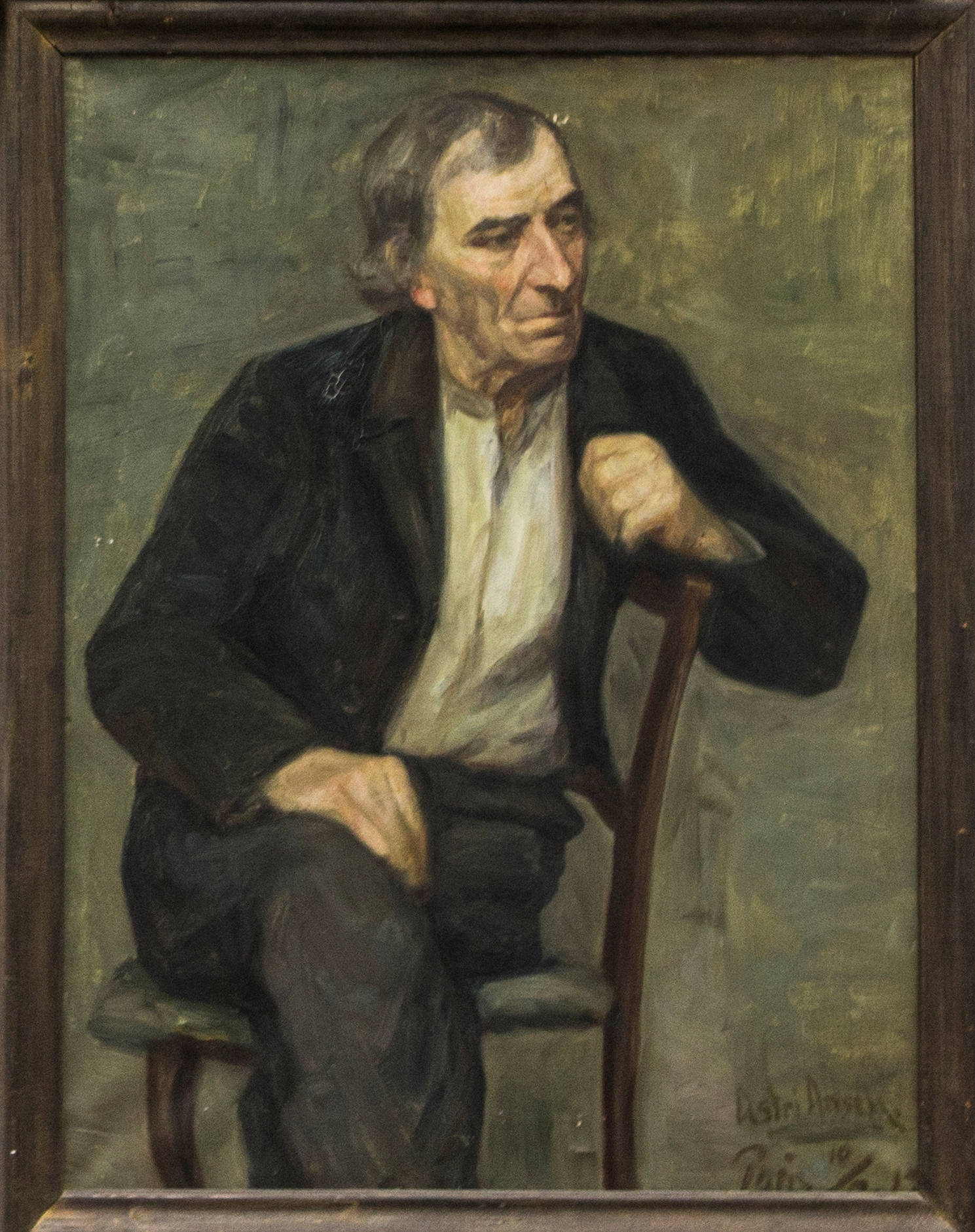
Portrait d'un homme, Paris-1915
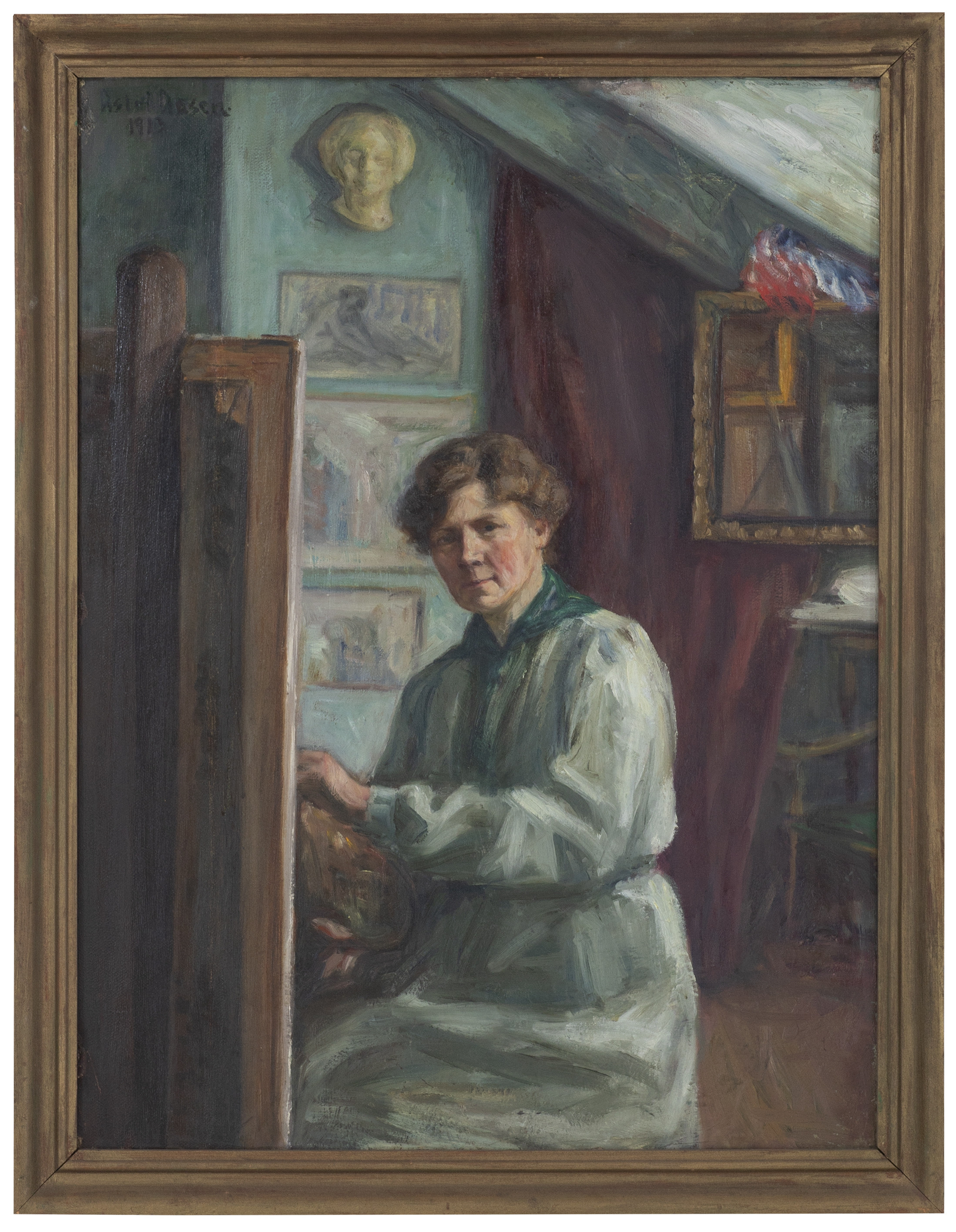
De l'atelier (autoportrait)-1913

Aasen travaille également comme illustratrice pour Nylænde, y compris un portrait d'Aasta Hansteen et pour le numéro de Noël de Urd en 1903-1905 ainsi que pour Aarshefte (1919, no. 3, p. 26 et 1920, no. 4).
Elle participe à plusieurs expositions : Exposition d'automne (1905-1909-1911-1915-1927-1929-1935), Exposition de Norvège occidentale (1926), Art in Trøndelag (1945), Exposition de jeunes artistes (1903-1904), Exposition de peintres (1914), Exposition de Trønder (1919), T. forb (1919-1921), Première exposition de graphistes norvégiens (1922), Art du Westland et du Trøndelag (1926), Art graphique nordique (1924), Art graphique nordique (1925), Peintres du Trøndelag et du Westland (1930), Art graphique inter scandinave (1931).

#### Assemblée samie de 1917
Entre le 6 et le 10 février 1917 a lieu la première Assemblée samie de 1917 (en), une conférence transnationale réunissant les samis de Norvège, de Suède, de Russie et du Danemark. Cet événement joue un rôle essentiel dans la conscience politique des samis, car il est l'un des premiers événements à plaider en faveur d'un état sami unifié. Aasen se rend à l'assemblée pour réaliser une série de portraits au pastel des participants, dont certains portent le nom de personnes spécifiques, comme celui de Daniel Mortensen (1860-1924), et d'autres sont non descriptifs, comme celui de la Old Sámi Woman (vieille femme samie). Les portraits représentent principalement les poitrines et les têtes des participants au congrès, et sont tous dessinés rapidement.

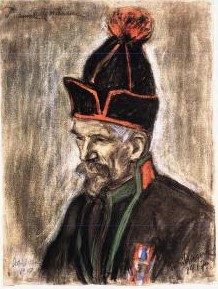
Daniel Mortenson
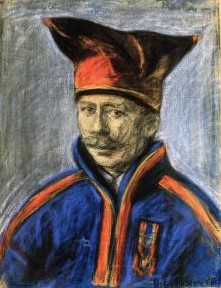
Johan Roska
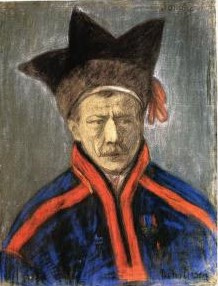
Klemet Somby
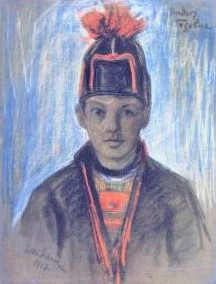
Anders Fjelne
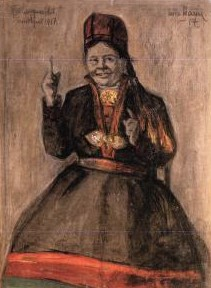
Femme Sámi
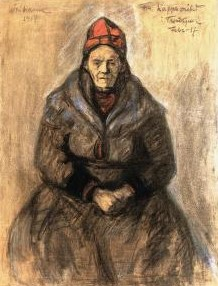
Femme Sámi
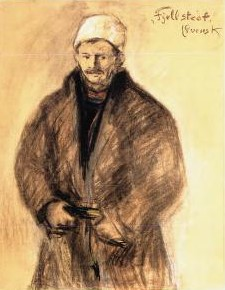
Hans Fjellstedt
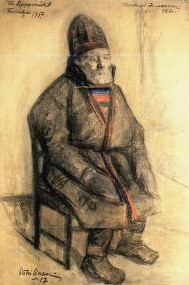
Thorkel Jonassen

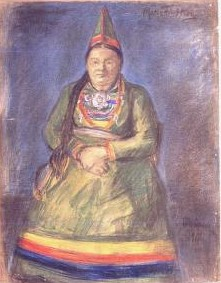
Marie Finskog (1851-1927) par Astri Aasen lors de la première assemblée samie (1917)

L'un de ces portraits est celui de Marie Finskog (1851-1927). Finskog est une militante des droits civiques des samis du Sud qui disait que la situation économique des samis n'était pas due à une pauvreté inhérente au groupe, mais qu'elle était le résultat d'une « situation d'oppression ». Dans le portrait d'Aasen, Finskog porte un gákti (en) vert, une sorte de robe traditionnelle. Historiquement, le port du gákti a été entravé par la branche fondamentaliste du christianisme, le laestadianisme du pasteur Lars Levi Læstadius, bien qu'il ait gagné en popularité dans les années 1840. Bart Pushaw, historien des régions et des peuples arctiques, a déclaré qu'Aasen était au courant des actes de violence liés au laestadianisme - tels que le soulèvement de Kautokeino en 1852 dans le hameau du même nom - lorsqu'elle a peint Finskog. Comme des morceaux de la toile jaune sous-jacente apparaissent à travers la peinture (comme dans le gákti de Finskog), la peinture a probablement été achevée peu après qu'Aasen a commencé. Cette technique rapide et brute lui a permis de peindre de nombreux participants à la conférence et, selon Pushaw, a donné à son portrait de Finskog un « rendu plus imaginatif et même moderne » en rejetant la « vraisemblance précise ». Elle a également offert certains de ses portraits à leurs sujets ; alors qu'elle a réalisé trois peintures du militant Thorkel Jonassen (1839-1921), elle lui en a offert une.

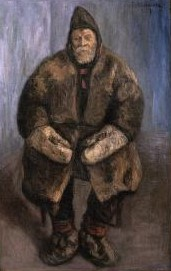
Thorkel Jonassen (1839-1921) peint par Astri Aasen lors de la première assemblée samie en 1917

De nombreux portraits d'Aasen représentent des militants des droits civiques des samis, comme celui de Jonassen, qui estime que les samis n'ont aucune obligation morale de payer des impôts à leurs gouvernements coloniaux. Après la conférence, Valdemar Lindholm écrit dans le magazine Idun que les peintures représentaient des « types intéressants » - un point de vue que Pushaw considère comme exotisant les samis et contribuant à l'ignorance de leur culture. Pushaw affirme que des personnages comme Finskog n'étaient pas des « participant(s) passif(s) » à l'assemblée ou à leurs portraits, mais des réformateurs sociaux actifs dans toute la région nordique.

### Mort
Le 10 octobre 1935, environ un mois après son 60e anniversaire, Aasen meurt d'une attaque cérébrale,.

## Hommages et reconnaissance
Huit ans après sa mort en 1943, l'association artistique de Trondheim organise une exposition commémorative de ses œuvres et sa famille crée une bourse annuelle pour les jeunes peintres et illustrateurs en son nom : Astri Aasens gave (don d'Astri Aasen).
Plusieurs de ses peintures de l'assemblée samie sont retrouvées en 1995 ; elles sont acquises par le Sámediggi (parlement sami) à Karasjok deux ans plus tard ; le Sámediggi a également acquis son portrait de Jonassen ; un de ses portraits est devenu une carte postale, un autre est acquis par l'un des musées norvégiens de la municipalité de Lierne et un autre est affiché dans une école pour les jeunes samis de la municipalité de Snåsa. À la suite de l'assemblée, les états nordiques mettent en place un système de norvégianisation violent et d'assimilation à grande échelle qui a bloqué une grande partie de leurs progrès. Le travail d'Aasen à Snåsa, selon Pushaw, a « maintenu la visibilité » de la lutte politique des samis pour ses élèves et a montré que des progrès étaient possibles.
Les carnets de croquis de sa jeunesse, dont un dessin datant de ses 14 ans, sont conservés par l'Association d'art de Trondheim depuis 2018. Selon la conservatrice d'art Rebeka Helena Blikstad, ils montrent que, comme de nombreuses femmes artistes de l'époque, elle s'intéressait au portrait et à la peinture d'intérieur, mais aussi aux formes géométriques d'une « forme purement abstraite ». À partir de 2021, ses peintures de l'assemblée restent dans les collections de Sámediggi.